# 布里克沃特島
64°47′S 63°13′W / 64.783°S 63.217°W
布里克沃特島是南極洲的島嶼，位於帕默群島，距離溫克島東部0.3公里，處於尼普峰的對岸，該島嶼在1944年由英國的探險隊命名。